# Unité urbaine de Creil
L'unité urbaine de Creil  est une unité urbaine française centrée sur les communes de Creil et Nogent-sur-Oise, villes du département de l'Oise, en région Hauts-de-France.
Elle fait partie de la catégorie des grandes agglomérations urbaines de la France, c'est-à-dire ayant plus de 100 000 habitants.

## Données générales
Dans le zonage réalisé par l'Insee en 2010, l'unité urbaine était composée de vingt-deux communes, toutes situées dans le département de l'Oise, plus précisément dans les arrondissements de Senlis et de Clermont.
Dans le nouveau zonage réalisé en 2020, elle est composée de vingt-trois communes, la commune de Saint-Maximin ayant été ajoutée au périmètre.
En 2022, avec 128 192 habitants, elle représente la 1re unité urbaine du département de l'Oise, se classant avant l'unité urbaine de Compiègne (2e rang départemental) et l'unité urbaine de Beauvais (3e rang départemental) où cette dernière est la préfecture du département. Elle occupe le 7e rang dans la région Hauts-de-France et le 55e au niveau national.
Par sa superficie, elle ne représente que 2,85 % du territoire départemental mais, par sa population, elle regroupe 15,43 % de la population du département de l'Oise en 2022.

Agglomérations de plus de 100000 habitants en France en 2022.

## Composition 2020 de l'unité urbaine
Elle est composée des vingt-trois communes suivantes :
| Nom                    | Code Insee | Département | Statut       | Superficie (km2) | Population (dernière pop. légale) | Densité (hab./km2) | Modifier                                    |
| ---------------------- | ---------- | ----------- | ------------ | ---------------- | --------------------------------- | ------------------ | ------------------------------------------- |
| Creil                  | 60175      | Oise        | ville-centre | 11,09            | 36 494 (2022)                     | 3 291              | modifier les données · modifier les données |
| Nogent-sur-Oise        | 60463      | Oise        | ville-centre | 7,46             | 21 859 (2022)                     | 2 930              | modifier les données · modifier les données |
| Angicourt              | 60013      | Oise        | banlieue     | 4,96             | 1 335 (2022)                      | 269                | modifier les données · modifier les données |
| Blaincourt-lès-Précy   | 60074      | Oise        | banlieue     | 8,13             | 1 187 (2022)                      | 146                | modifier les données · modifier les données |
| Brenouille             | 60102      | Oise        | banlieue     | 4,31             | 2 120 (2022)                      | 492                | modifier les données · modifier les données |
| Cauffry                | 60134      | Oise        | banlieue     | 4,74             | 2 669 (2022)                      | 563                | modifier les données · modifier les données |
| Cinqueux               | 60154      | Oise        | banlieue     | 6,79             | 1 638 (2022)                      | 241                | modifier les données · modifier les données |
| Cramoisy               | 60173      | Oise        | banlieue     | 6,30             | 804 (2022)                        | 128                | modifier les données · modifier les données |
| Laigneville            | 60342      | Oise        | banlieue     | 8,53             | 4 846 (2022)                      | 568                | modifier les données · modifier les données |
| Liancourt              | 60360      | Oise        | banlieue     | 4,75             | 6 884 (2022)                      | 1 449              | modifier les données · modifier les données |
| Mogneville             | 60404      | Oise        | banlieue     | 3,91             | 1 495 (2022)                      | 382                | modifier les données · modifier les données |
| Monceaux               | 60406      | Oise        | banlieue     | 6,60             | 948 (2022)                        | 144                | modifier les données · modifier les données |
| Monchy-Saint-Éloi      | 60409      | Oise        | banlieue     | 3,88             | 2 161 (2022)                      | 557                | modifier les données · modifier les données |
| Montataire             | 60414      | Oise        | banlieue     | 10,66            | 13 944 (2022)                     | 1 308              | modifier les données · modifier les données |
| Précy-sur-Oise         | 60513      | Oise        | banlieue     | 9,65             | 3 331 (2022)                      | 345                | modifier les données · modifier les données |
| Rantigny               | 60524      | Oise        | banlieue     | 4,16             | 2 538 (2022)                      | 610                | modifier les données · modifier les données |
| Rieux                  | 60539      | Oise        | banlieue     | 2,33             | 1 553 (2022)                      | 667                | modifier les données · modifier les données |
| Saint-Leu-d'Esserent   | 60584      | Oise        | banlieue     | 13,08            | 4 576 (2022)                      | 350                | modifier les données · modifier les données |
| Saint-Maximin          | 60589      | Oise        | banlieue     | 12,33            | 3 153 (2022)                      | 256                | modifier les données · modifier les données |
| Thiverny               | 60635      | Oise        | banlieue     | 2,06             | 1 061 (2022)                      | 515                | modifier les données · modifier les données |
| Verneuil-en-Halatte    | 60670      | Oise        | banlieue     | 22,26            | 4 795 (2022)                      | 215                | modifier les données · modifier les données |
| Villers-Saint-Paul     | 60684      | Oise        | banlieue     | 4,93             | 6 500 (2022)                      | 1 318              | modifier les données · modifier les données |
| Villers-sous-Saint-Leu | 60686      | Oise        | banlieue     | 4,37             | 2 301 (2022)                      | 527                | modifier les données · modifier les données |

## Évolution démographique
| 1968   | 1975   | 1982    | 1990    | 1999    | 2006    | 2011    | 2016    | 2022    |
| ------ | ------ | ------- | ------- | ------- | ------- | ------- | ------- | ------- |
| 86 843 | 99 684 | 107 644 | 112 168 | 113 087 | 117 519 | 119 549 | 123 695 | 128 192 |

#### Données générales
- Unité urbaine en France
- Aire d'attraction d'une ville
- Liste des unités urbaines de France

#### Données démographiques en rapport avec l'unité urbaine de Creil
- Aire d'attraction de Paris
- Arrondissement de Senlis, de Clermont
- Communauté de l'agglomération creilloise
- Creil

#### Données démographiques en rapport avec l'Oise
- Démographie de l'Oise